# ایندورکانی
ایندورکانی (به لاتین: Indurkani) یک روستا در بنگلادش است که در استان باریسال و در ناحیه پیروج‌پور واقع شده است.